# Scena na Woli im. Tadeusza Łomnickiego

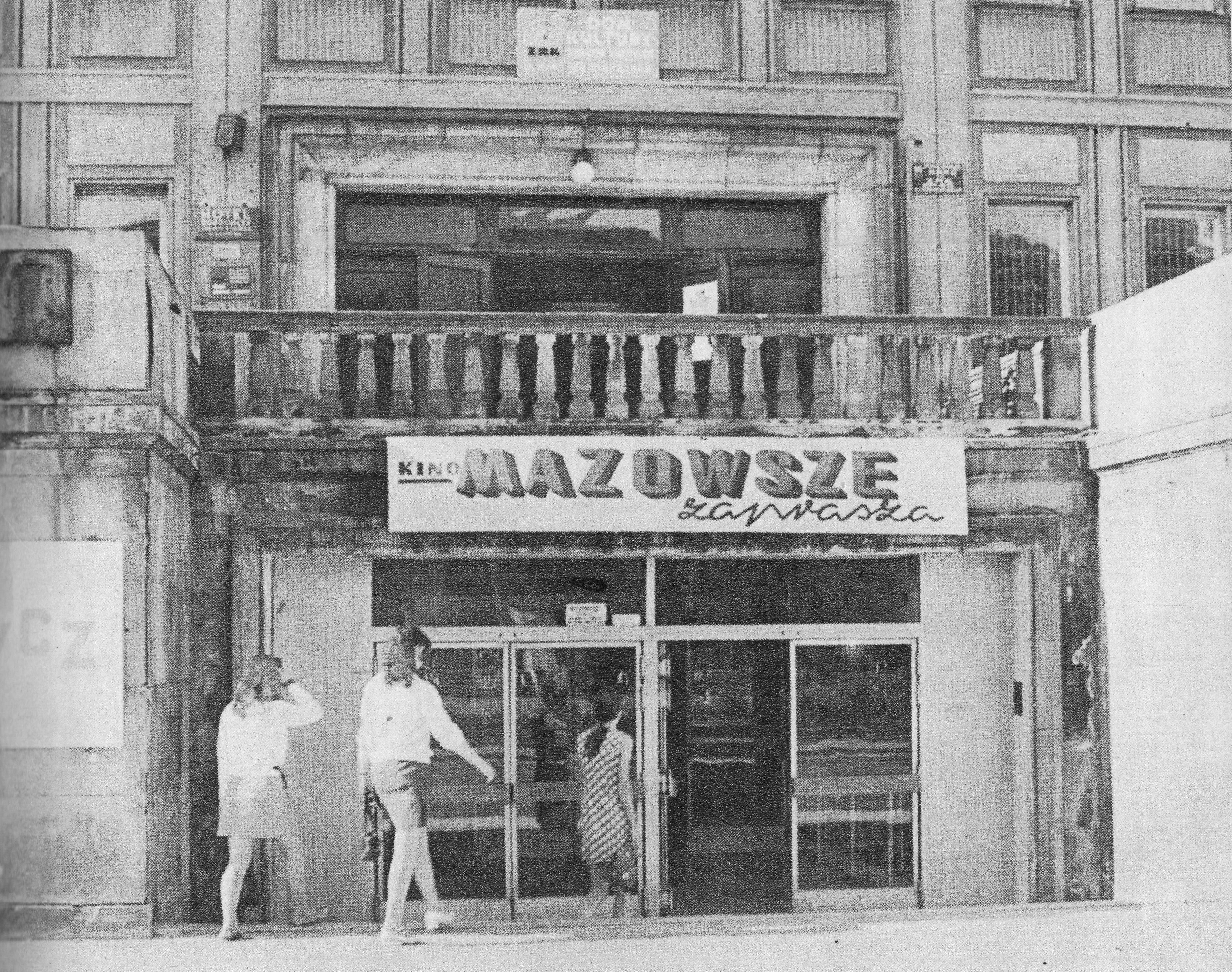
Kino „Mazowsze”, w którym obecnie mieści się teatr

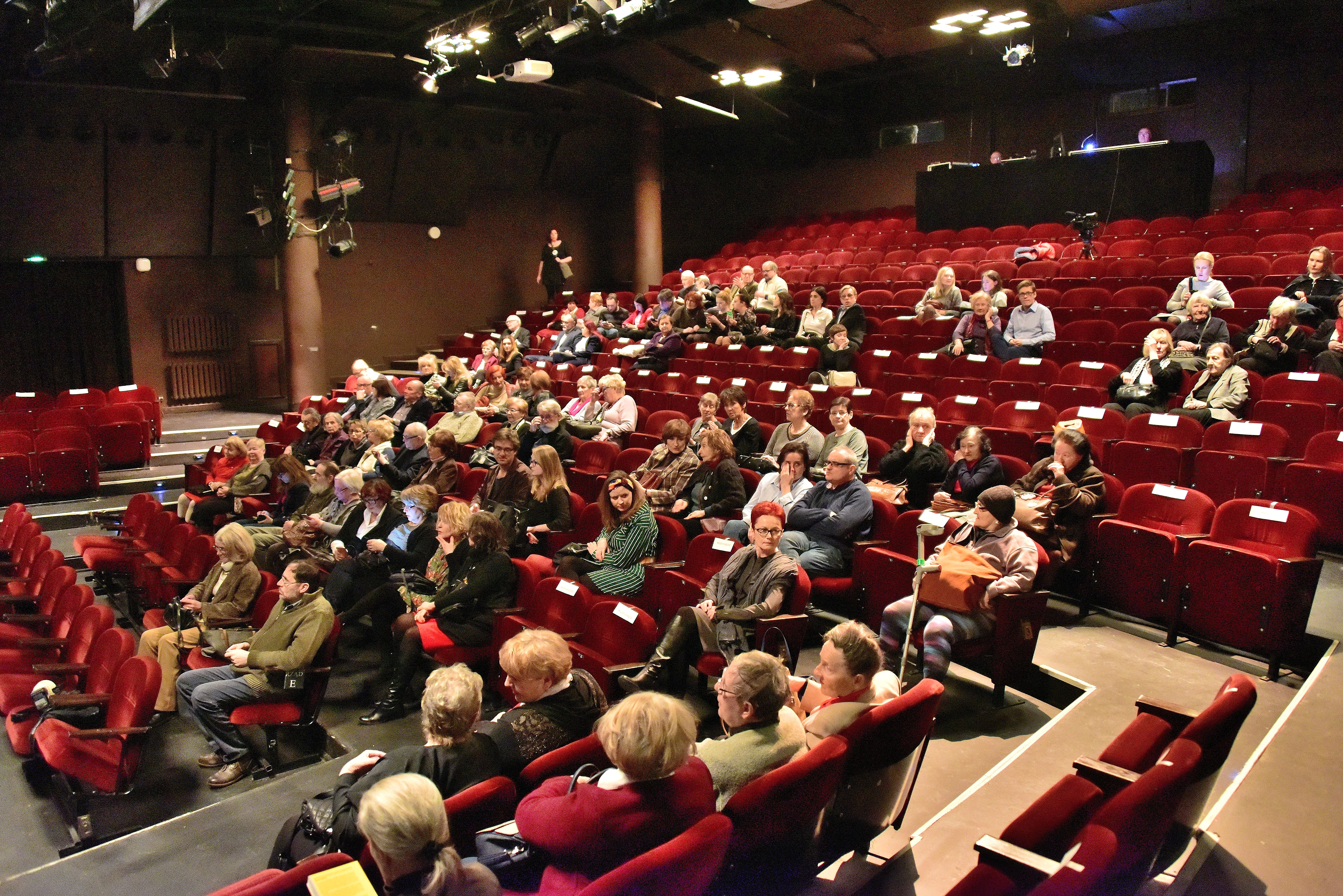
Scena teatru

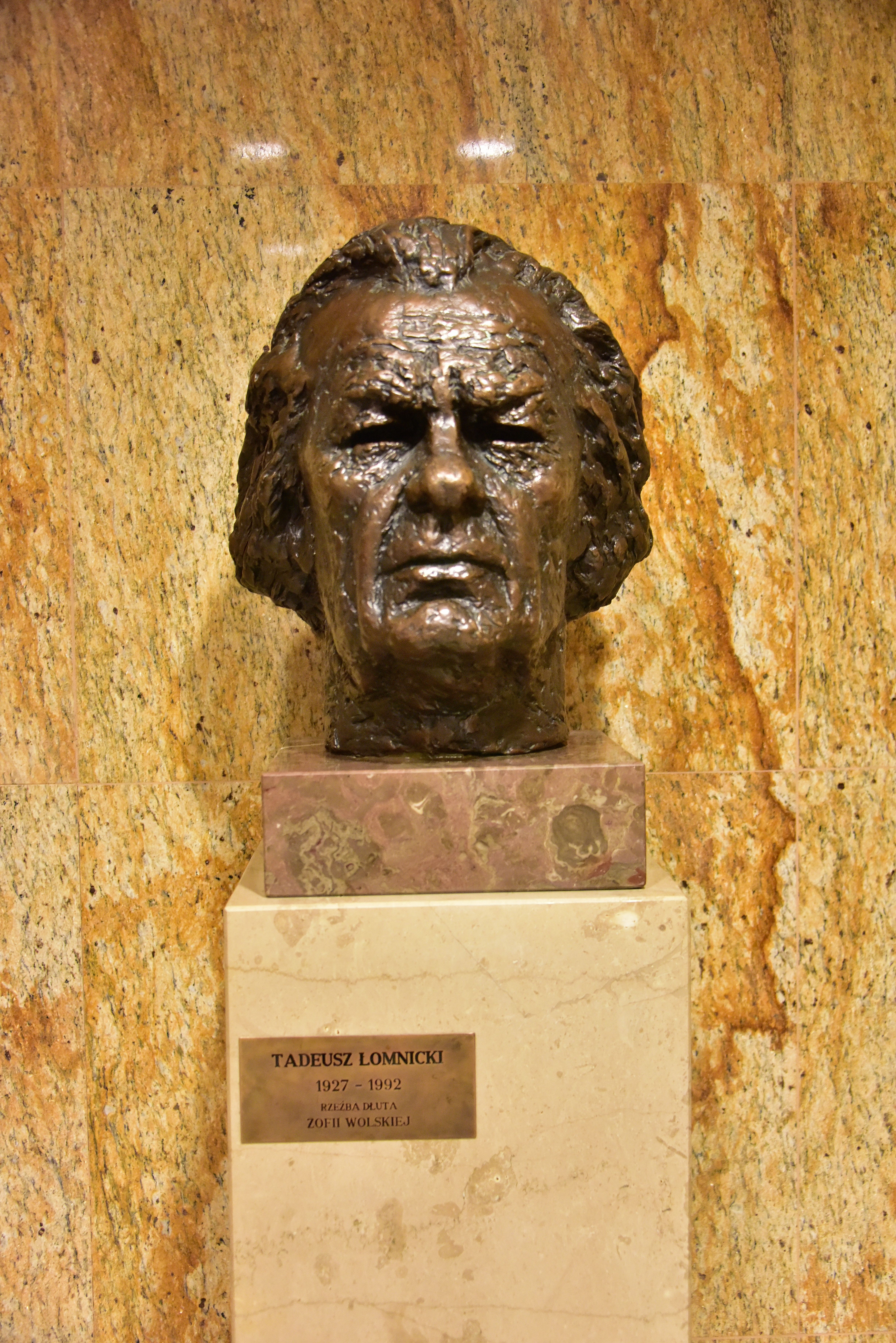
Głowa Tadeusza Łomnickiego w holu teatru

Scena na Woli im. Tadeusza Łomnickiego, do 2013 Teatr na Woli – teatr założony w styczniu 1976 roku z siedzibą przy ul. Kasprzaka 22 w Warszawie, w 2013 włączony do Teatru Dramatycznego m.st. Warszawy.
Do 2020 teatr mieścił się w dawnym budynku biurowym Zakładów Radiowych im. Marcina Kasprzaka, w którym wcześniej mieściło się kino „Mazowsze”.

## Historia

### Teatr na Woli im. Tadeusza Łomnickiego
Teatr na Woli, założony przez Tadeusza Łomnickiego, otwarty został w styczniu 1976 roku. Do historii polskiego teatru przeszły przedstawienia: Gdy rozum śpi Antonio Buero Vallejo, Przedstawienie Hamleta we wsi Głucha Dolna Ivo Bressana, Życie Galileusza Bertolta Brechta, Do piachu Tadeusza Różewicza, Amadeusz Petera Shaffera. Repertuar obejmował zarówno klasykę, jak i utwory współczesne, dramaty i komedie, często utwory drażliwe politycznie. Repertuar współtworzyli Andrzej Wajda, Kazimierz Kutz, Roman Polański. Łomnicki kierował teatrem do lipca 1981 roku, żegnając się ze swoją sceną kreacją Salieriego w Amadeuszu wyreżyserowanym przez Polańskiego (który w tym spektaklu zagrał Mozarta). 
W latach 1981–1986 teatr połączony był wspólną dyrekcją i zespołem Teatru Kwadrat. Po pożarze Teatru Narodowego w 1985 roku przeznaczony na jego tymczasowa siedzibę, Teatr na Woli reaktywowany został w 1990 roku pod kierownictwem Bogdana Augustyniaka i w sezonie 1992/1993 przekształcony w jedną z pierwszych w Polsce scen impresaryjnych. Samodzielnie wypracował nie stosowaną wcześniej w Polsce formułę działania artystycznego i organizacyjnego, w której ważne miejsce zachowała jednak realizacja premier własnych (np.: Fedra Jeana Racine’a z Anną Chodakowską, Cud na Greenpoincie Edwarda Redlińskiego, Pierwsza młodość Christiana Guidicellego z Anną Seniuk, Cena Arthura Millera, Panienkę z Tacny Maria Vargasa Llosy z Zofią Rysiówną, Rozmowa w domu państwa Stein Petera Hacksa z Teresą Budzisz-Krzyżanowską - wszystkie tytuły w reżyserii Bogdana Augustyniaka, Play Strindberg Friedricha Dürrenmatta z Januszem Gajosem w reżyserii Andrzeja Łapickiego, Królowa i Szekspir Esther Vilar z Niną Andrycz, ostatnią praca Augustyniaka: Grace i Gloria Toma Zieglera ze Stanisławą Celińską.
Od lipca 2007 do końca sierpnia 2010 roku teatrem kierował Maciej Kowalewski, który kontynuował obraną w 2007 roku linię programową teatru polskiej dramaturgii współczesnej poprzez produkcję prapremierowych, napisanych na zamówienie teatru sztuk, próby czytane, koncerty, publikacje książkowe oraz inne wydarzenia okołoteatralne.
W sezonie 2007/2008 Teatr na Woli pokazywał najciekawsze spektakle z Legnicy, Wałbrzycha, Wrocławia w ramach nowego cyklu Modrzejewska wraca do Warszawy.
W Teatrze na Woli odbywały się prapremierowe czytania sztuk współczesnych (Ostatni Żyd w Europie Tuvii Tenenboma, Siostry przytulanki Marka Modzelewskiego – napisana na zamówienie Teatru, Moja wina Marka Pruchniewskiego, Burmistrz Małgorzaty Sikorskiej-Miszczuk – napisana na zamówienie Teatru, Terminal Pawła Grabowskiego, Amazonia Michała Walczaka, Fastryga Zyty Rudzkiej, Śmierć nie żyje Mikołaja Lizuta).
Od 1 września 2010 r. Dyrektorem Teatru na Woli jest Tadeusz Słobodzianek - dramaturg, dramatopisarz. Twórca i dyrektor artystyczny Laboratorium Dramatu, krytyk, reżyser i producent. W sezonie 2010/2011 na scenie przy Kasprzaka 22 powstały trzy premiery:
- „Nasza klasa” Tadeusza Słobodzianka
- „Koziołek Matołek” Kornela Makuszyńskiego w reżyserii Ondreja Spisaka
- „Amazonia” Michała Walczaka w reżyserii Agnieszki Glińskiej.

Od lutego 2011 Teatr na Woli ma również małą scenę - Scenę Przodownik przy ul. Olesińskiej 21 w Warszawie, gdzie wystawiono „Sex machine” Tomasza Mana w reżyserii Adama Nalepy oraz „Baden-Baden” Piotra Rowickiego w reżyserii Aldony Figury.
Na podstawie uchwały Rady miasta stołecznego Warszawy z dnia 8 listopada 2012 w wyniku połączenia dwóch instytucji kultury: Teatru Dramatycznego m.st. Warszawy im. Gustawa Holoubka i Teatru Na Woli im. Tadeusza Łomnickiego 1 stycznia 2013 roku powstała nowa instytucja o nazwie Teatr Dramatyczny m.st. Warszawy. Dwie główne sceny Teatru otrzymały odpowiednio nazwy: Scena im. Gustawa Holoubka (na placu Defilad 1) i Scena Na Woli im. Tadeusza Łomnickiego (na ul. Kasprzaka 22).
W 2019 miasto zakupiło od Santander Bank Polska budynek, w którym mieści się teatr, z przeznaczeniem na siedzibę Teatru Żydowskiego. Tetra Dramatyczny dysponował sceną przy ul. Kasprzaka do 2020.

## Pantomima
W latach 1995–2004 przy Teatrze na Woli istniało Studio Mimów, które powstało z inicjatywy artysty Stefana Niedziałkowskiego. Od 2007 w Teatrze na Woli funkcjonuje Studio Pantomimy kierowane przez Bartłomieja Ostapczuka. Co roku w sierpniu odbywa się też Międzynarodowy Festiwal Sztuki Mimu, początkowo pod artystyczną dyrekcją Niedziałkowskiego, a obecnie Ostapczuka. Teatr na Woli w 2008 utworzył również Warszawskie Centrum Pantomimy.

## Inne działania teatru
W styczniu 2008 Teatr na Woli zainaugurował cykl spotkań poświęconych teatralnym mistrzom pod hasłem Wszystko już było. W ramach cyklu spotkania:
1. Fenomen Tadeusza Łomnickiego. Wzięli w nim udział: Maria Bojarska (wdowa po Łomnickim), Małgorzata Rożniatowska, Jerzy Koenig i Jarosław Kilian. Spotkanie było połączone z pokazem filmowego zapisu Ostatniej taśmy Krappa w reż. Antoniego Libery.
2. Szatnia Tadeusza Kantora. W spotkaniu wziął udział bliski współpracownik Kantora, Krzysztof Miklaszewski. Rozmowa poprzedzona była pokazem pierwszego telewizyjnego dokumentu o Kantorze Szatnia Tadeusza Kantora w reż. Krzysztofa Miklaszewskiego. Spotkanie promowało książkę Krzysztofa Miklaszewskiego Tadeusz Kantor. Między śmietnikiem a wiecznością.
3. Stanisława Celińska. Rozmowa o powołaniu i pracy aktora poprzedzona pokazem spektaklu TV 51 minut w reż. Łukasza Barczyka.
4. Izabella Cywińska. Spotkanie poświęcone drodze artystycznej nowej dyrektor Teatru Ateneum poprzedzone pokazem spektaklu TV W poszukiwaniu zgubionego buta w reż. Izabelli Cywińskiej.

W styczniu 2008 Teatr na Woli zainaugurował cykl Wola w Offsecie mający na celu wspomaganie teatrów niezależnych. W ramach cyklu do tej pory współpracował przy powstawaniu spektakli: 
1. Siostry Zuzanny, Agaty i Natalii Fijewskich,
2. Przyjacielowi, który nie uratował mi życia Michała Sieczkowskiego na podstawie tekstów Herve Guiberta,
3. I'm sorry Zbigniewa Hołdysa (autora prezentowanego w TNW Prawa McGoverna), inspirowanego sztuką Williama Mastrosimone’a Pif Paf, jesteś trup. Przedstawienie dyplomowe Szkoły Haliny i Jana Machulskich.

W sezonie 2008/2009 teatr zainaugurował cykl Polscy autorzy z Polski, w ramach którego pokazał:
1. Pierwszy raz Michała Walczaka w reż. Tomasza Mana (Teatr im. Adama Mickiewicza z Częstochowy),
2. Żydówek nie obsługujemy Mariusza Sieniewicza w reż. Piotra Jędrzejasa (Teatr im. Stefana Jaracza z Olsztyna).

W czerwcu 2009 w TNW odbył się przegląd sztuk Michała Siegoczyńskiego zatytułowany Cztery wieczory z Michałem Siegoczyńskim, w ramach którego pokazano sztuki na stałe goszczące w repertuarze (2084, Uwaga, złe psy!), ale także Taśmę Stephena Belbera (spektakl Teatru Konsekwentnego).
W Teatrze na Woli odbywają się także koncerty:
1. Inauguracja trasy koncertowej wspólnego projektu L.U.C.-a i Rahima, promowanego przez wytwórnię Kayax,
2. Pogodno i Przyjaciele – Monodram Alinki – muzyka z płyty Opherafolia,
3. L.U.C. – inauguracja trasy koncertowej Planet,
4. Lech Janerka – pierwszy koncert artysty po prawie dwuletniej przerwie.

W sezonie 2008/2009 Teatr na Woli był partnerem koncertu „Wiolonczele z miasta”.